# Philodromus exilis
Philodromus exilis är en spindelart som beskrevs av Banks 1892. Philodromus exilis ingår i släktet Philodromus och familjen snabblöparspindlar. Inga underarter finns listade i Catalogue of Life.